# Muna (brioche)
La muna o mona (en árabe, مونا) es el nombre de un brioche con forma de cúpula o corona, tradicional en la cocina de Pieds-Noirs y la Orania de Argelia, sobre todo en Orán, donde se consume tradicionalmente durante las celebraciones de Semana Santa.

## Etimología
La mouna o mona se parece a la mona de Pascua española, a menudo se dice que este dulce fue traído por los valencianos que vivían en Orán.

## Producción

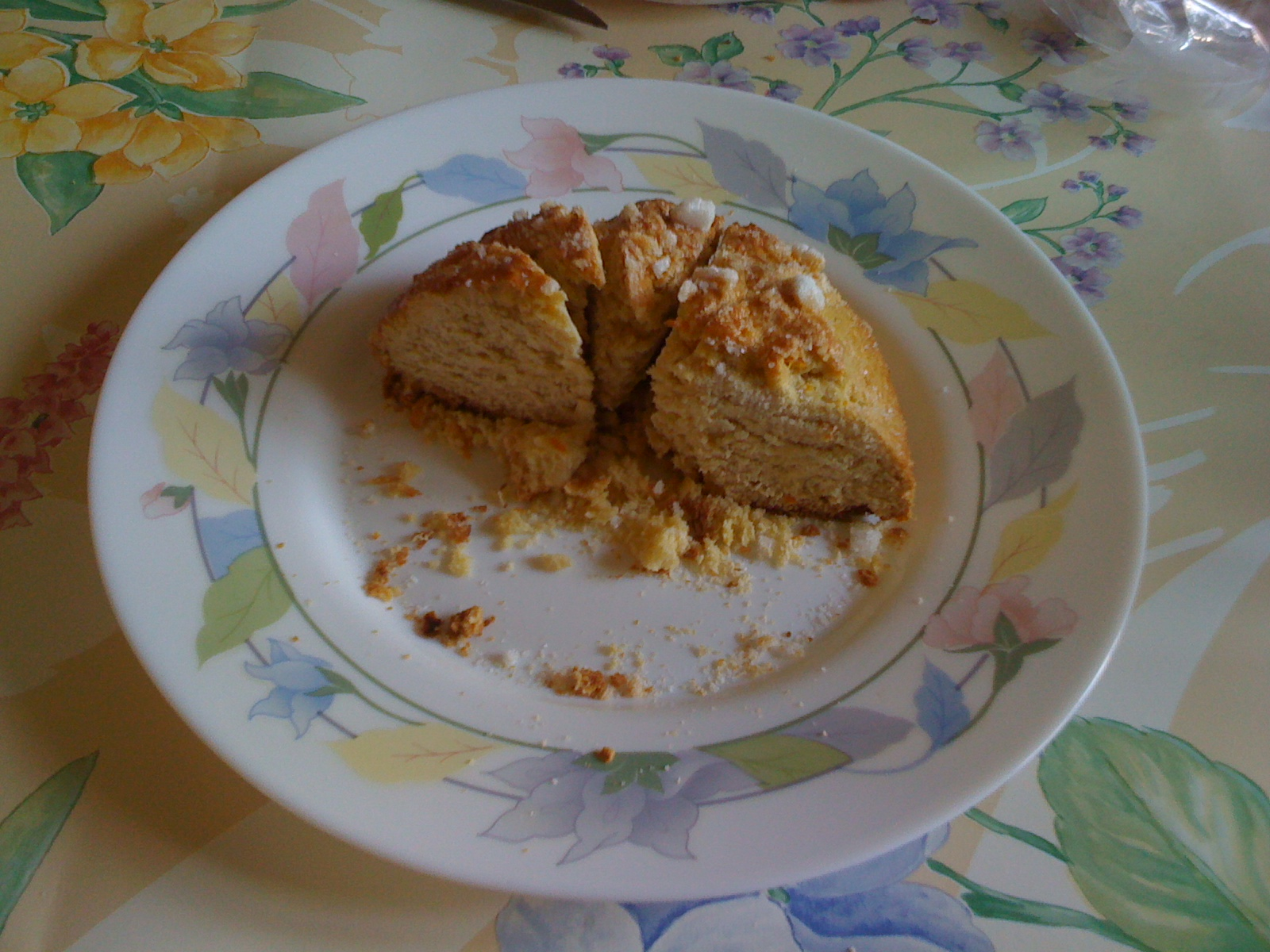
Consistencia de una mouna cortada.

Es una pasta hecha de harina levantada, agua, leche y levadura, a la que se añade aceite, el jugo y ralladura naranja (o azahar, la flor de naranja) y una tisana de hierbas de anís o ron. La masa se divide en pequeñas bolas que se embadurnan con yema de huevo batida con un poco de leche y entonces se cubre la parte superior con pequeños trozos de azúcar aplastados. Algunas pueden estar rematados con un huevo cocido de gallina. Las bolas, colocadas en una bandeja grande y separadas, se cuecen después en el horno.

## Tradición
La mouna prepara tradicionalmente en familia, con ayuda de los niños; puede cocinarse en el hogar o en el horno de la tienda de panadería u en el colectivo. Se come el domingo de Pascua o el lunes siguiente durante una excursión tradicional. Este dulce no se compra, se ofrece a los presentes en las reuniones familiares o de amigos.
La importancia de mouna era tal que Marc Baroli escribió: "La Pascua es solamente la víspera de la mouna"  y que "hacer mouna" se ha convertido en sinónimo de "día de campo en la Pascua".
La degustación de la mona entró en el sur de Francia (Midi), en 1960, con la repatriación de los pies negros argelinos (Pieds-Noirs).).